# مایسکی (شهرستان رومانوفسکی، سرزمین آلتای)
مایسکی (به لاتین: Maysky) یک منطقهٔ مسکونی در روسیه است که در سرزمین آلتای واقع شده‌است.